# Francia szókincs
A francia szókincs összetételének fő jellegzetessége a latin eredetű szavak túlnyomó aránya, amelyeket a népi latinból örökölt, vagy a középkori és a klasszikus latinból vett át. Létezik egy gall szubsztrátum is, melyből viszonylag kevés szó maradt meg. Valamivel nagyobb számban maradtak fenn egy germán szupersztrátumból származó szavak, a francia nyelv legrégibb jövevényszavai. Egész történelme során a francia nyelv további sok, nagyon különböző nyelvekből származó jövevényszóval gazdagodott, melyek közvetlenül vagy közvetve kerültek bele. A modern nyelvek közül régebben az olasz adta a legtöbb jövevényszót, ma pedig az angolok vannak az első helyen.
A francia nyelvterületen belüli szóalkotás leggyakoribb módszere a szóképzés. A magyar nyelvvel ellentétben a szóösszetétel sokkal kevésbé termékeny szóalkotási módszer a franciában.

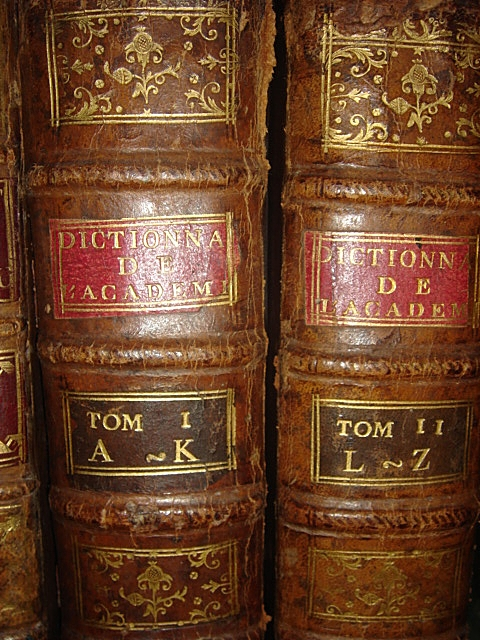
A Francia Akadémia Szótárának a 4., 1762-es kiadása.

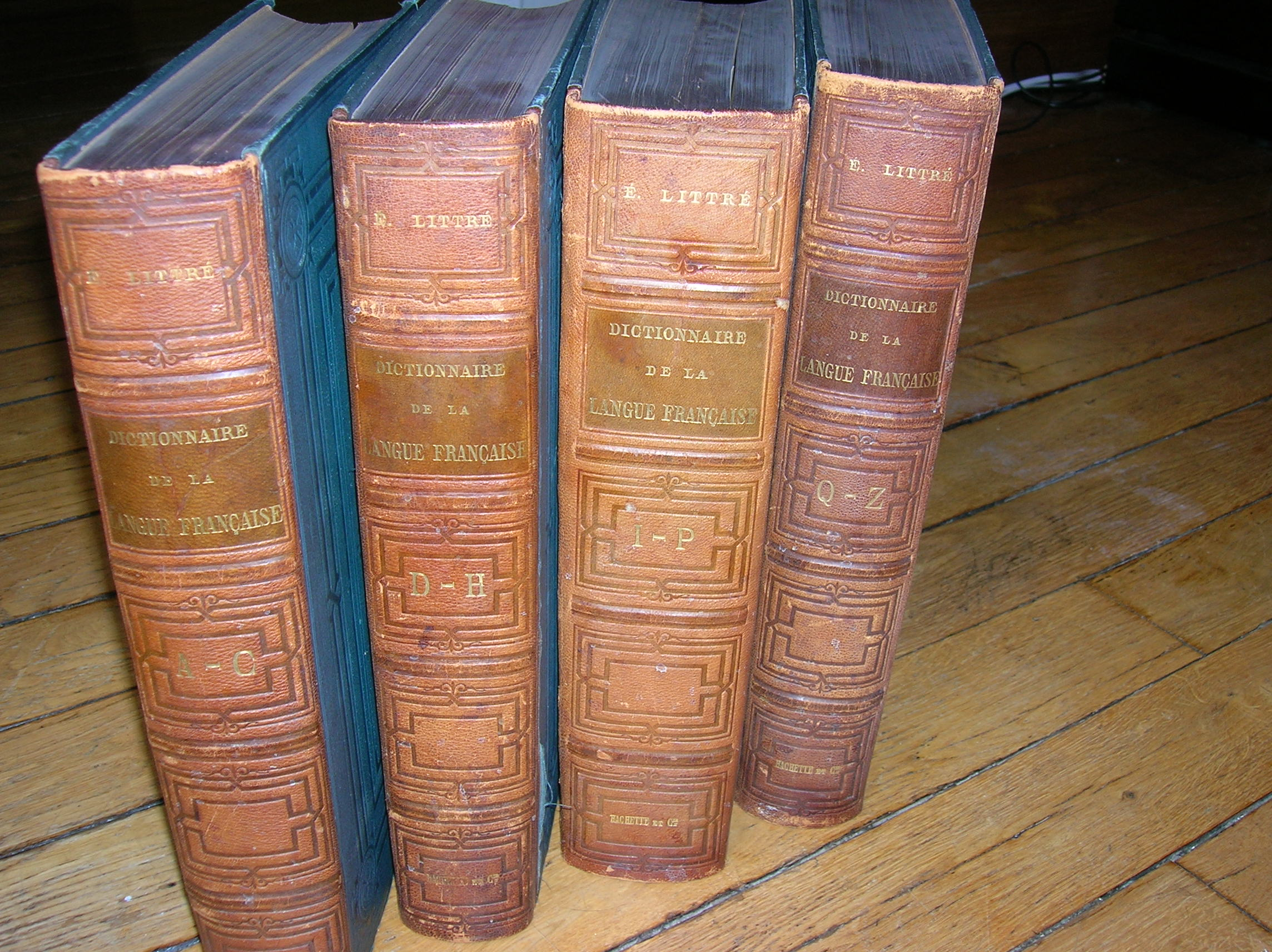
A Littré szótár 1889-es kiadása.

## A szókincs összetétele
Nem lehet pontosan megmondani, hány szóval rendelkezik a francia nyelv. A Le Trésor de la langue française (A francia nyelv tezaurusza) korpusza 1789 és 1965 között megjelent, 350 szerző 1000 irodalmi munkájából (70 millió szóelőfordulással), és sok műszaki szövegből (20 millió szóelőfordulással) áll, amelyből 71 640 szó adódott. Gyakoriságuk és előfordulásuk aránya szempontjából eloszlásuk a következő:
| Gyakoriság          | Szavak száma | Előfordulási arány |
| ------------------- | ------------ | ------------------ |
| 7000 feletti        | 907          | 90%                |
| 500 és 7000 közötti | 5793         | 8%                 |
| 500 alatti          | 64 940       | 2%                 |

A 907 leggyakoribb szó nagy többsége a népi galloromán alapkészlet része.

### Örökölt szavak
A francia nyelv örökölt szavai a gall szubsztrátumhoz és a népi latin készlethez tartoznak.

#### A gall szubsztrátum
Az i. e. 8. századtól kezdve lehet szó a gallok kelta nyelvéből származó szubsztrátumról, amelyhez néhány kelta előtti maradvány is hozzáadódott. Ezek száma nagyon csekély, és eredetük vitatott. Ilyen szavak például a tamis ’szita’ (mely eredete lehet gall is), pot ’fazék’ (mely előbb a népi latinba került és onnan a franciába), patte ’állat lába’ (feltételezetten kelta előtti), vagy a clapier ’nyúlketrec’ (a régi okcitán nyelvből átvett).
Gall eredetű szó (helységneveken kívül) csak kb. 100 van a mai francia szókészletben. Egyesek előbb a latinba kerültek még mielőtt a rómaiak elfoglalták Galliát, és a francia örökölte őket. Ilyen például a BRACA, a gallok által viselt nadrágféle neve, amelyből a francia braies származik. Más szavakat ugyancsak a rómaiak vettek át a hódítás után, például a vassal ’vazallus’ szót. A legtöbb gall szó úgy maradt fenn, hogy a gallok tovább használták azokat azután is, miután gallorománok lettek, és nyelvüket beolvasztotta a latin nyelv. Példák:
- helységnevek (a legtöbb fennmaradt gall szó): Amboise és Amiens, melyek a kelta ’folyó víz’ jelentésű szótőt tartalmazzák; Nantes, Nantua, Dinan, a ’völgy’ jelentésű szótővel; a DUNUM ’magaslati erődítmény’ szó alapján alkotott Autun, Melun, Verdun, Issoudun, Lyon, Laon;[7]
- növénynevek: bruyère ’hanga’, chêne ’tölgy’, bouleau ’nyír’, sapin ’fenyő’;
- állatnevek: alouette ’pacsirta’, mouton ’juh’;
- mesterségekben használt szavak: jante ’kerékabroncs’, benne (eredetileg ’vesszőből font derékes szekér’, ma ’csille’), tonneau ’hordó’, char ’(nagy) szekér’, carriole ’(kis) szekér’, carrosse ’hintó’;
- a földművelés területén használatos szavak: charrue ’eke’, sillon ’barázda’, soc ’ekevas’, glaner ’aratás után kalászokat szed’.

#### Az örökölt latin szókészlet
A francia szókincs fontos része a népi latinból örökölt szavakból áll. E szókészlet keletkezése az i. e. 1. századi római hódítással vette kezdetét. Az alapkészlet legnagyobb része a latinból örökölt vagy a franciában ilyenekből alkotott szavakból áll. Ezt jól mutatja az, hogy a 207 szóból álló angol Swadesh-listának megfelelő 212 francia szóból 191, azaz 90,09% a latinból örökölt, miközben a 100 szavas Swadesh-listának megfelelő 101 francia szóból 98 a latinból örökölt. Néhány példa: CANIS > chien ’kutya’ CANTARE > chanter ’énekel’, TESTA > tête ’fej’, VIRIDIS > vert ’zöld’.

### Külső szókincs-gyarapítási módszerek

#### Jövevényszavak
Idegen szavak átvétele a francia szókincs gyarapításának fontos forrása, már attól az időszaktól kezdve, amikor Gallia lakói galloromán nyelvet beszéltek, és mindmáig. Egy 1991-es tanulmány kimutatja, hogy a Petit Dictionnaire Larousse-ban és a Micro-Robert plus szótárakban, amelyek a 35 000 leghasználatosabb szót tartalmazzák, 4192 címszó jövevényszó, azaz ezek aránya valamivel kevesebb 13%-nál. Ezek eloszlása származásukat illetően a következő:
| Nyelvek                                                                          | Szavak száma | %    |
| -------------------------------------------------------------------------------- | ------------ | ---- |
| angol (beleértve az amerikai változatot is)                                      | 1053         | 25,0 |
| olasz                                                                            | 698          | 16,6 |
| ógermán                                                                          | 544          | 13,0 |
| galloromán nyelvek (a mai Franciaország területén és egyes szomszédos régiókban) | 481          | 11,5 |
| arab                                                                             | 214          | 5,1  |
| kelta nyelvek                                                                    | 158          | 3,8  |
| spanyol                                                                          | 157          | 3,7  |
| holland                                                                          | 151          | 3,6  |
| német                                                                            | 147          | 3,5  |
| perzsa és szanszkrit                                                             | 109          | 2,6  |
| amerikai indián nyelvek                                                          | 99           | 2,4  |
| ázsiai nyelvek (a perzsán, a szanszkriton és a sémi nyelveken kívül)             | 86           | 2,0  |
| sémi nyelvek (az arabon kívül)                                                   | 56           | 1,3  |
| balti-szláv nyelvek                                                              | 53           | 1,2  |
| más nyelvek                                                                      | 186          | 4,5  |

Megjegyzések:
1. Nem szerepelnek itt a latin és az ógörög nyelvből származó jövevényszavak (lásd lentebb).
2. Nincsenek különválasztva a közvetlenül és a más nyelv közvetítésével jött szavak.

A szófajok szempontjából nagy mennyiségi különbség van a főnevek és a többi szófaj között. Az előbbiek a jövevényszavak 90%-át teszik ki, miközben az igék aránya 6%, a mellékneveké 3%, a határozószóké valamivel kevesebb, mint 1%, és indulatszó csak 6 van.

##### A germán szupersztrátum
A legrégibb jövevényszavakat a germán szupersztrátum adta. Egyes ógermán szavak már a latinba mentek át, még mielőtt ez behatolt Galliába és beolvasztotta a gallok nyelvét. Ilyen szavak a SAPO, amely a franciában savon ’szappan’ lett, vagy SPELTA > francia épautre ’búza(fajta)’. A tulajdonképpeni germán szupersztrátum az 5. és a 7. század között keletkezett, amikor a galloromán nyelvbe frank szavak kerültek. A frankok a mai Franciaország nagy részét hódították meg. Hatásuk nem volt elég nagy ahhoz, hogy nyelvük beolvassza a galloromán nyelvet, de elég nagy ahhoz, hogy Franciaország és a francia nép nevét adják. Ógermán szó minden téren van:
- sok személynév: Bernard, Renaud;
- helységnevek: Roubaix, Mulhouse;
- színek neve: bleu ’kék’, blanc ’fehér’, gris ’szürke’, brun ’barna’, blond ’szőke’;
- növény- és gyümölcsnevek: aulne ’éger’, hêtre ’bükk’, haie ’sövény’, blé búza, gazon ’pázsit’, framboise ’málna’, groseille ’ribiszke’;
- állatnevek: martre ’nyuszt’, renard ’róka’, chouette ’bagoly’, mésange ’cinege’, écrevisse ’rák’, hareng ’hering’;
- katonai terminusok: guerre ’háború’, flèche ’nyílvessző’, fourreau ’(kard)hüvely’;
- az -ard képző, olyan szavakban, mint montagnard ’hegyi lakos’, vantard ’hencegő’ stb.
- határozószók: trop ’túl (sok)’, guère ’nemigen’.

Az h aspiré-vel kezdődő szavak többsége ógermán eredetű. E h mássalhangzókénti viselkedése annak a jele, hogy kiejtették, amikor ezek a szavak a francia nyelvbe kerültek. Példák: hache ’balta’, haine ’gyűlölet’, haïr ’gyűlöl’, halle ’vásárcsarnok’, hameau ’falucska’, hangar ’pajta’, hâte ’sietség’.

##### A regionális nyelvekből származó jövevényszavak
A Francia Királyság nyelve a Párizsban és környékén beszélt egyik oïl nyelv volt. Ez lett a francia nyelv magja, és a királyok fennhatóságával együtt terjedt fokozatosan az egész mai Franciaország területére, magába fogadva sok szót más e területen beszélt nyelvekből. Ezek közül egyeseket Franciaországgal szomszédos régiókban is beszélnek. Ehhez a jelenséghez hozzájárultak a Champagne tartományban a 12. században tartott vásárok kezdetével egyre fokozódó kereskedelmi kapcsolatok, mivel ezeken a vásárokon sok régióból való kereskedők jöttek össze. A Franciaországban beszélt nyelvek többsége galloromán (oïl nyelvek, okcitán nyelv, frankoprovanszál nyelv), de vannak más újlatin nyelvek is (katalán, korzikai), valamint nem újlatin nyelvek is: elzászi, flamand, baszk, breton. E nyelvekből olyan szavak kerültek a franciába, mint canevas ’kanavász’ (az oïl nyelvekhez tartozó pikárd nyelvből ), brioche ’kalács’ (egy másik oïl nyelvből, a normandból), oie ’liba’ (a Champagne-ban beszélt oïl nyelvből), gamin ’kölyök’ (a Franche-Comté-ban beszélt oïl nyelvből), vidange (eredetileg ’edény kiürítése és tisztítása’, a mai nyelvben ’motorolaj-csere’, a flamand nyelvből), échantillon ’mintadarab’ (a frankoprovanszálból), barrique ’hordó’ (az okcitán nyelv Gascogne-ban beszélt egyik dialektusából), béret ’svájci sapka’ (a Béarnban  beszélt okcitán dialektusból), airelle ’piros áfonya’ (a Cévennes hegységben  beszélt okcitán dialektusból), cadenas ’lakat’ (a Provence-ban beszélt okcitán dialektusból), bizarre ’furcsa’ (a baszk nyelvből), bijou ’ékszer’ (a breton nyelvből).

##### A latinból, az ógörögből és a gallorománokon kívüli újlatin nyelvekből származó jövevényszavak

###### Latin jövevényszavak
Már a 8. és a 9. században, amelyet a „Karoling reneszánsz” korának hívnak, kezdett az ófrancia nyelv a nem népi latinból származó szavakkal gazdagodni, egyházi emberek írott nyelvének közvetítésével. Ekképpen az egész középkor során egyes latin szavak másodszor kerültek a nyelvbe, az örökölt alak mellé, és így többé-kevésbé különböző jelentésű duplikátumok (franciául doublets) keletkeztek. Példák:
- DIRECTUS > droit (örökölt) ’egyenes’ és direct ’közvetlen’;
- FABRICA > forge ’kovácsműhely’ és fabrique (első jelentése ’kovácsolás’, ma ’üzem, gyár’);
- FRAGILIS > frêle ’gyenge’ és fragile ’törékeny’;
- GEMERE > geindre ’sopánkodik’ és gémir ’nyög’;
- NAVIGARE > nager ’úszik’ és naviguer ’hajózik’;
- POTIO > poison ’méreg’ és potion ’kanalas orvosság’;
- SPATHULA > épaule ’váll’ és spatule ’spatula’ (wd).

A latin jövevényszavak jelentősen megszaporodtak a franciaországi reneszánsz korában (16. század), amikor egyre inkább érezték szükségét szakszavaknak mindenféle területen, főleg a tudományokban. Ekkor is keletkeztek duplikátumok. Példák:
- CLAVICULA > cheville 1. ’csapszeg’ 2. ’boka’ és clavicule ’kulcscsont’;
- FRICTIO > frisson ’borzongás’ és friction ’bedörzsölés’;
- INTEGER > entier ’egész’ és intègre ’tisztességes’;
- LIBERARE > livrer ’átad, kézbesít’ és libérer ’felszabadít’;
- OPERARI > œuvrer ’dolgozik’ és opérer ’1. operál; 2. műt’;
- PORTICUS > porche ’pitvar’ és portique ’oszlopcsarnok’.

A francia nyelv gyarapodása latin szavakkal és ilyenekből alkotott szavakkal mindmáig félbeszakítatlan folyamat. Főleg szakszavakról van szó, de nem kizárólag. Néhány példa: binocle ’kettős távcső’, divergent ’eltérő’, objectif ’tárgyilagos’ (a 17. században jelentek meg a franciában); agglomérer ’összeprésel’, carbone ’szén’ (a vegytanban), stagnation ’stagnálás’ (18. sz.); amibe ’amőba’, bacille ’bacilus’, rupestre (pl. dessin rupestre ’sziklarajz’) (19. sz.); bonus ’bónusz’, distractif ’szórakoztató’, vigile ’éjjeliőr’ (20. sz.).
A választékos nyelvi regiszterben változatlan latin kifejezéseket is használnak: a priori ’eleve’, ad hoc ’alkalmi’, de facto ’valójában’, post mortem ’halála után’, sine die ’meghatározatlan ideig’ stb.
Nemcsak közvetlenül, hanem más nyelvek (olasz, német, angol) útján is kerültek latin szavak a franciába (lásd lentebb).
A tudományos szaknyelvekben jelentős használata van a latin előképzőknek. Példák: ambi- (ambivalence ’ambivalencia’), bi- (biatomique ’kétatomos’), extra- (extraterrestre ’földönkívüli’), inter- (intergalactique ’intergalaktikus’).

###### Ógörög jövevényszavak
Több úton is kerültek ógörög szavak a franciába. Azok, amelyeket a latin vett át, mielőtt ez beolvasztotta volna a gallok nyelvét, tulajdonképpen a francia nyelv örökölt szavai. Ilyenek például a chambre ’szoba’, coup ’ütés’, chaise ’szék’ szavak.
A kimondottan jövevényszavak egy része ugyancsak a latinon keresztül került a franciába, például a Biblia latin fordításaiból: ange ’angyal’, baptême ’keresztelés’, paradis ’mennyország’, zizanie ’viszály’. Ugyancsak a latinon keresztül vettek át görög szavakat a tudományok, a 14. századtól kezdve. Ilyenek a carte (előbb ’kártya’, majd ’térkép’ jelentéssel), mastiquer ’rág’, sarcophage ’szarkofág’, capsule ’kapszula’  stb. szavak.
A közvetlenül átvett görög szavak a 14. században kezdtek jönni fordítások útján, például Arisztotelész műveiből, majd a folyamat fokozódott a reneszánsz idejében. Azóta vannak a franciában az analogue ’analóg’, économie ’gazdaság’, orchestre ’zenekar’ szavak. A görög szavak befogadása folytatódott, főleg a tudományos és a műszaki nyelvezetekben: botanique ’növénytan’, épisode ’epizód’, phosphore ’foszfor’ (17. sz.); acoustique ’akusztika’, euphorie ’eufória’, sarcastique ’szarkasztikus’ (18. sz.); aphone ’hangtalan’, génétique ’öröklési’, sidérurgie ’vaskohászat’ (19. sz.); diaspora ’diaszpóra’, séisme ’rengés’, thermos ’termosz’ (20. sz.). Főleg szintén ilyen területeken keletkeznek folyamatosan új szavak görög elemekből vagy egy görög és egy nem görög elemből. Az archi- (archiconnu ’közismert’), micro- (microfilm ’mikrofilm’), mono- (monorail ’egysínű vasút’), hyper- (hypermarché ’hipermarket’) görög előképzők és az -iser, -isme képzők még mindig produktívak.
Olyan ógörög szavak is kerültek a franciába, amelyeket előbb más modern nyelvek (német, angol) fogadtak be (lásd lentebb).

###### Olasz jövevényszavak
Olasz szavakat a 14. században kezdett átvenni a francia nyelv kereskedőktől. Ettől a századtól kezdve léteznek a franciában az ambassade ’követség’, buste ’felsőtest’, canon ’ágyú’, importance ’fontosság’ és police ’kötvény’ szavak. A 15. században kerültek a franciába a banque ’bank’ és a banqueroute ’csőd’ (eredetileg banké) szavak, olasz bankárok révén.
Az olasz hatás a 16. században érte el csúcspontját, olyan történelmi események nyomán, mint a főleg I. Ferenc francia király olaszországi területekért vívott háborúi, majd Medici Katalin és Medici Mária olasz származású királynék jelenléte a francia királyi udvarban. Akkor terjedt el Franciaországban az olasz reneszánsz, sok többféle területhez tartozó szóval együtt: balcon ’erkély’, ballon ’labda’, bouffon ’bohóc’, caleçon ’alsónadrág’, colonel ’ezredes’, festin ’lakoma’, jovial ’kedélyes’, parapet ’védőfal’ récolte ’termés’, valise ’bőrönd’ stb. A 17. században is még átvettek olyan olasz szavakat, mint például bandit ’bandita’, bombe ’bomba’, coupole ’kupola’, dessiner ’rajzol’, gazette ’újság’ (sajtótermék), pantalon ’nadrág’ stb.

###### Spanyol és portugál jövevényszavak
Spanyol szavak leginkább a 17. században kerültek a franciába, elsősorban tulajdonképpeni spanyol szavak, mint camarade ’bajtárs’ vagy moustique ’szúnyog’, majd amerikai indián szavak: chocolat ’csokoládé’, cacao ’kakaó’, tomate ’paradicsom’, caoutchouc ’gumi’, maïs ’kukorica’.
A portugál nyelv kevesebb szót hozott a franciának: caramel ’karamell’, marmelade ’lekvár’, pintade ’gyöngytyúk’ (tulajdonképpeni portugál szavak), ananas ’ananász’ (brazíliai indián szó).

##### Germán eredetű szavak (az angolokon kívül)
A francia nyelvre tett germán hatás nem korlátozódott a főleg frank szupersztrátumra, hanem folytatódott a középkorban más germán nyelvekbeli szavakkal. Elsősorban azon vikingek nyelvéről van szó, akik elfoglalták Normandiát a 10. században, és a már egy oïl nyelvet beszélő helyi lakosság beolvasztotta őket. Tőlük főleg helységnevek maradtak fenn, mint Honfleur, Harfleur, Barfleur (amelyekben -fleur jelentése ’kis öböl’), Appetot, Robertot, Yvetot (-tot ’falu’), Houlbec, Caudebec (-bec ’patak’). Egyéb viking eredetű szó kevés van: joli ’csinos’, duvet ’pehely’.
A mai észak-franciaországi és belgiumi flamandokkal való szomszédság nyelvi hatásához hozzáadódtak a 16–18. századokban hollandok által hozott, a halászat, a hajózás és a kereskedelem területéhez tartozó szavak. Ilyenek a flétan (halfaj neve), foc (vitorlaféle neve), matelot ’matróz’ és a vrac ’ömlesztett áru’.
Északi germán nyelvekből néhány szó került a franciába a 16–19. századokban: homard ’homár’, ski ’sí’, nickel ’nikkel’, tungstène ’volfrám’, vanadium ’vanádium’, thorium ’tórium’. Az utolsó négy szó svéd vegyészektől származik.
Viszonylag kevés szó került a franciába a német nyelvből, a 12. századtól kezdve: liste ’lista’ (12. sz.), quille ’tekebábu’ (13. sz.), cric ’emelő’ (jármű számára) (15. sz.). Számuk megnőtt valamelyest a 16. századtól kezdve, főleg bányászati szakszavakkal, miután I. Ferenc kiváltságokat adott német bányászoknak. Így jelentek meg a franciában a cobalt ’kobalt’ (16. sz.); bismuth ’bizmut’, zinc ’cink’ (17. sz.); feldspath ’földpát’, quartz ’kvarc’ (18. sz.) szavak. A mindennapi élethez tartozó szavakat is átvettek a németből: trinquer ’koccint’ (16. sz.), chic ’sikk’ (18. sz.), accordéon ’harmonika’ (19. sz.). A 20. században több különböző szakterülethez tartozó szó ment át a franciába: allergie ’allergia’, électrocardiogramme ’EKG’ (orvostudomány); affect ’érzelem’, autisme ’autizmus’ (pszichológia); social-démocratie ’szociáldemokrácia’ (politika) stb. Ezek tulajdonképpen görög (allergie, électrocardiogramme, autisme) vagy latin (affect) eredetű szavak, illetve a franciában már létező szavak összetétele német mintára (social-démocratie).
A német közvetítésével közép-európai nyelvekből származó szavak is kerültek a franciába: calèche ’hintó’ és pistolet ’pisztoly’ a cseh nyelvből, cravate ’nyakkendő’ a horvátból (a hrvat ’horvát’ népnévből), uhlan ’ulánus’ a lengyelből (amely a törökből vette át).

##### Angol jövevényszavak
A mai franciában a legtöbb jövevényszó úgy az angol nyelv angliai változatából, mint annak amerikai változatából származik. A legtöbb viszonylag nem régi, de vannak régiek is, például beaupré (árbocféle) (14. sz.), carpette ’kis szőnyeg’ (16. sz.), flanelle ’flanel’ (17. sz.).
Az angol hatás a 17. század közepétől kezdve érezhető erősebben, olyan történelmi események következményeként, amelyek a francia közvélemény figyelmébe hozták Angliát. Ezek egyike I. Károly angol király kivégzése 1649-ben. Egy másik a nantes-i ediktum visszavonása XIV. Lajos által 1685-ben, ami sok francia protestáns kivándorlását okozta Angliába. Ezek számos francia értelmiségit fogadtak vendégül, akik csodálták az angol politikai intézményeket. Ezen az úton kerültek a franciába a speaker ’az angol Képviselőház elnöke’, pamphlet ’pamflet’, session ’ülés’ (testületé) szavak, majd a 18. században a motion ’indítvány’, budget ’költségvetés’, législature ’parlament mandátumának az időszaka’, mémorandum ’memorandum’, vote ’szavazat’. Ebben a században valóságos divatja volt Angliának, ami olyan szavakat hozott magával, mint frac ’frakk’, redingote ’szalonkabát’, rosbif ’marhasült’, cricket ’krikett’ vagy whisky.
A jövevényszavak száma megnőtt a 19. században. Akkor vettek át sok szót olyan területeken, mint:
- a sport: maga a sport szó, court ’teniszpálya’, football ’labdarúgás’, match ’mérkőzés’, sprint, record ’rekord’, tennis ’tenisz’;
- a szállítás: ferry ’komp’, rail ’sín’, wagon ’vagon’, macadam ’makadám’;
- az utazások: touriste ’turista’, globe-trotter ’világutazó’, bungalow ’bungaló’;
- az öltözködés: smoking ’szmokingöltöny’, pyjama ’pizsama’.

Az angol jövevényszavak száma a 20. és a 21. században tetőzik minden téren, és ezek között egyre több amerikai van. Példák az utóbbiakból: bermuda ’bermudanadrág’, best-seller ’nagy sikerű könyv’, bulldozer ’buldózer’, cafétéria ’önkiszolgáló étterem’, disco ’diszkó’, jeep ’dzsip’, motel, sexy ’szexi(s)’.
Az angol-szász nyelvi hatás növekedése az első világháború után több tényező eredménye. A legfontosabb az Amerikai Egyesült Államok növekvő ereje minden téren, de a francia nyelv esetében ezt a hatást az is elősegíti, hogy az angol szókincs 28,24%-át latin, és 5,3%-át ógörög eredetű jövevényszavak teszik ki, ami közelíti a francia nyelv szókincséhez. A fenti példák közül carpette, pamphlet, session, motion, législature, mémorandum és vote latin eredetű szavak. Mitöbb, a kölcsönhatás erős és folyamatos a francia és az angol között a 11. század óta, amikor a normandok meghódították Angliát, miután már egy oïl nyelvet beszéltek. Emiatt az angol szavak 28,3%-a normand vagy francia eredetű.
Érdekes jelenség a középkorban az angolba került sok francia szó „visszatérése” a franciába. A fenti példák közül ilyenek a budget, frac, court, cricket, sport, record, tennis szavak. Más francia szavak olyan összetett angol szavakból származnak, amelyek egyik vagy mindkét tagja francia eredetű. Példák: redingote < angol riding coat ’lovagló kabát’, amelynek második tagja francia; rosbif < roast beef ’sült marhahús’, amelyben mindkét tag francia; touriste < tourist, a francia tour és a latin (eredetileg ógörög) -ist képzőből; globe-trotter, a globe és a trot francia szavakból, az angol -er képzővel.
A műszaki és a tudományos nyelvezetekben az angolból átvett szavak többsége tulajdonképpen latin vagy görög eredetű. Például abrasif ’koptató, csiszoló’, admittance ’admittancia’  és vitamine ’vitamin’ latin alapúak, systémique ’rendszerszerű’, topologie ’topológia’ és xénon ’xenon’ pedig görög szavakon alapszanak.

##### Arab jövevényszavak
Arab szavak többféle úton kerültek a franciába. Már a középkorban a keresztesek és az arabok közötti érintkezéseknek, valamint az arab uralom alatt álló Spanyolországgal való szomszédságnak voltak nyelvi következményei. Például a 12. század óta van a franciában az amiral szó, akkoriban ’emír’ jelentéssel, a 13. század óta pedig a mai ’admirális, tengernagy’ jelentéssel. Más ezekben a századokban átvett szavak a farde, mely utólag, képzés útján fardeau ’teher’ lett (12. sz.); arsenal ’arzenál, fegyverraktár’, jarre ’agyagkorsó’, luth ’lant’ (13. sz.).
Más arab szavakat keleti árukkal kereskedő olaszok hoztak. Ilyenek a coton ’pamut’, jupe ’szoknya’ (12. sz.); douane ’vám’, az arabba a perzsából került szó (13. sz.); carat ’karát’, magasin ’üzlethelyiség’ (14. sz.).
A spanyol nyelv is közvetítője volt olyan arab szavaknak, mint hasard ’véletlen’ (főnév, 12. sz.); algorithme ’algoritmus’, guitare ’gitár’ (a görögből került az arabba) (13. sz.).
A középkorban az arab írástudók kitűntek a tudományokban. Ők révén került Európába egy sor szakszó a középkori latin nyelv közvetítésével, olyan területeken, mint:
- a matematika: chiffre (a 13. században ’nulla’ jelentéssel, majd a mai ’számjegy’ jelentéssel), algèbre ’algebra’ (14. sz.);
- a csillagászat: zénith ’zenit’ (14. sz.);
- a kémia: alchimie ’alkímia’ (majd ebből chimie ’kémia’), alambic ’lombik’ (a görögből került az arabba), borax ’bórax’ (13. sz.); amalgame ’amalgám’ (15. sz.);
- az orvostudomány (gyógynövény- és gyógyszer-nevek): safran ’sáfrány’, sirop ’szirup’ (12. sz.); camphre ’kámfor’ (szanszkrit eredetű), épinard ’spenót’ (perzsa eredetű) (13. sz.).

Egyes arab szavak előbb a katonák szlengjébe kerültek a 19. században, az észak-afrikai francia hódítások idején. Ezekből máig megmaradtak a fesztelen regiszterben olyan szavak, mint toubib ’doktor’ (orvos), clébard ’kutya’, souk ’rendetlenség’ (arabul ’piac’).
Az 1960-as évektől kezdve, az észak-afrikai bevándorlás nyomán, a franciák átvesznek egyes ételneveket, mint a couscous (főtt búzadara alapú étel), a merguez (birkahúsból készült kolbász) vagy a méchoui (1. nyárson sült bárány vagy birka; 2. olyan alkalom, amelyen ilyet fogyasztanak). Más szavak a fesztelen regiszterre korlátozódnak: fissa ’gyorsan’, un chouia ’egy csepp(et)’, avoir la baraka ’mázlija van’.

##### Magyar jövevényszavak
Néhány magyar szó is került a franciába. A TLFi-ben, közvetlenül vagy közvetve a franciába került magyar szavakként szerepelnek a következők:
- coche ’postakocsi’ < ’kocsi’;
- csardas vagy czardas < ’csárdás’;
- cymbalum vagy cymbalon [< ’cimbalom’ < latin ’cymbalum’ < görög κύμβαλον (kümbalon)] – a francia helyesírás az utóbbiakhoz igazodik;
- dolman < ’dolmány’;
- furmint < ’furmint’;
- goulasch vagy goulache < ’gulyás’;
- heiduque (< ’hajdúk’, a ’hajdú’ többes számú alakja) – a 16. században ’magyar gyalogos katona’, a 18. században ’magyarosan öltözött fegyverhordó’;
- hussard (< ’huszár’) – a 16. században ’magyar lovas katona’, majd akármilyen nemzetiségű, beleértve franciát is;
- magyar (nőnemben magyare) – az hongrois szinonimája;
- pandour (< ’pandúr’) – a 17. században ’a magyar hadsereghez csatlakozó irreguláris csapat katonája’, a 18. században ’horvát gyalogos katona’, majd ’durva, udvariatlan férfi’;
- paprika („fűszerparprika-őrlemény” jelentéssel);
- sabre < német ’Sabel’ < ’szablya’;
- shako < ’csákó’;
- soutache < ’sujtás’;
- tokai vagy tokay[19] < ’tokaji’.

Ezek közül a ma is létező magyar realitásokat kifejező furmint, goulache, magyar és tokay szavak élnek, valamint a Franciaországban is létező realitásoknak megfelelő paprika és hussard. Az utóbbi a régiments de hussards elnevezésű katonai egységek elnevezésében maradt fenn, melyek a 18. században létrehozott francia huszárezredek folytatói.

##### Nemzetközi szavak
Akárcsak az európai nyelvek többségében, nyelvcsaládtól függetlenül, a franciában is megtalálható számos nemzetközi szó. Különböző, főleg tudományos és műszaki területeken használják, ahonnan sok a köznyelvbe is átment:
- mértékegységek neve: gramme ’gramm’, mètre ’méter’, volt;
- tudományágak neve: algèbre ’algebra’, anatomie ’anatómia’, logique ’logika’;
- művészetek neve: ballet ’balett’, opéra ’opera’;
- művészeti területek szakszavai: allegro ’allegró’, aquarelle ’akvarell’, drame ’dráma’, baryton ’bariton’;
- étel- és italnevek: chocolat ’csokoládé’, hamburger, pizza, salade ’saláta’;
- tudományos és műszaki terminusok: atome ’atom’, internet, laser ’lézer’, moteur ’motor’, radar, radio ’rádió’, robot, téléphone ’telefon’;
- vegyi elemek neve: aluminium ’alumínium’, hélium, silicium ’szilícium’;
- már nem létező, vagy Európa szempontjából exotikus állat-, növény- és gyümölcsnevek: ananas, dinosaure ’dinoszaurusz’, lama ’láma’, mammouth ’mamut’, zèbre ’zebra’;
- pénznemek neve: euro ’euró’, dollar ’dollár’, yen ’jen’;
- sportnevek: cricket, golf, sprint.

Közvetlen forrása az ilyen szavaknak lehet az a nyelv, amelyben először jelentek meg, például ha egy bizonyos ország realitását fejezik ki (pénznemek neve, hamburger, pizza), vagy, tudományos és műszaki terminusok esetében, a dolog felfedezőjének vagy feltalálójának a nyelve (aluminium, dinosaure, téléphone). Máskor a forrás közvetítő nyelv, mint a chocolat (a franciába a spanyolból került, amely a nahuatl nyelvből vette át) vagy az algèbre (az arabból, a középkori latin közvetítésével).
Az olyan mértékegységek nevének esetében, amelyeket tudósok nevéből alakítottak, mint például volt, nem lehet szó bizonyos forrásnyelvekről.
Eredetük szempontjából a legtöbb nemzetközi szó görög vagy latin, avagy ezekből a nyelvekből vett elemekből alkotott. A fentiek közül gramme, mètre, anatomie, logique, drame, baryton, atome, téléphone, hélium, dinosaure, euro görög eredetűek, moteur, radio, aluminium, silicium pedig latinok. Az internet szó a latin inter- előképzőből és az angol net ’hálózat’ szóból alkotott.
Számos nemzetközi szó angol (cricket, a sprint, a golf) vagy angol szavakon alapszik. Például a laser az angol light amplification by stimulated emission of radiation ’fényerősítés gerjesztett sugárzás kibocsátással’ szócsoport rövidítése, a radar pedig a radio detection and ranging ’rádióérzékelés és távmérés’ szócsoporté.
Ritkábban fordulnak elő arab (algèbre), olasz (allegro) vagy orosz (mammouth) eredetű nemzetközi szavak.

##### A jövevényszavak befogadásának foka
A jövevényszó befogadása lehet teljes, amikor a beszélő nem érzi idegennek sem a szót, sem a megfelelő fogalmat. Az integrálás úgy hangtani, mint alaktani. Ez a státusa a viszonylag régi jövevényszavaknak, a franciaországi más nyelvekből (bijou), a középkori latinból (gémir), az ógörögből (économie), az olaszból (banque), a spanyolból (camarade), a portugálból (pintade), a németből (chic), az angolból (beaupré). Az ilyen szavakat pontosan a francia hangtani szabályoknak megfelelően ejtik (példa a beaupré szó, amely nagyon különbözik a kiejtés és az írás szempontjából is az angol bouspret-tól), az igéket a francia szabályok szerint ragozzák (például gémir a 2. ragozási csoportban van), más szavakat is képeznek belőlük francia szabályok szerint (bijou → bijoutier ’ékszerész’, bijouterie ’ékszerüzlet’; gémir > gémissement ’nyögés’, camarade → camaraderie ’bajtársi viszony’). Olykor a jövevényszó népi etimológia útján vesz fel francia alakot. Így lett az angol country dance ’falusi tánc’ szókapcsolatból contredanse (szó szerint ’ellentánc’), mivel az első elemét hibásan értették contre-nak.
A szó lehet hangtanilag és alaktanilag integrált, de mégis idegennek érzett, ha idegen realitásnak felel meg. Ez például a zèbre szó esete. A francia szabályoknak megfelelően írják és ejtik, és francia képzett szó is van belőle, a zébrure ’csík’.
A nem integrált szavakról a beszélő tudja, hogy idegenek, az adaptálatlan alakjuk miatt. Ezek közül egyesek megfelelnek olyan realitásoknak, amelyek francia területre kerültek a szóval együtt, például camping ’kemping’, parking ’parkoló(hely)’ vagy week-end ’hétvége’, mások idegen realitásokat fejeznek ki: harem ’hárem’, mozzarella stb. A befogadás alacsony foka úgy is megnyilvánulhat, hogy az illető szavakat nem ejti ki egyformán az összes francia anyanyelvű. Például a pipeline ’csővezeték’ szót [piplin]-nek is, [pajplajn]-nak is ejtik; a gas-oil ’gázolaj’ szónak, ha angolosan írják, akkor [gazɔjl] vagy [gazwal] a kiejtése, de írják gazole-nak is, és akkor [gazɔl]-nak ejtik.
A teljesen integrált és egyáltalán nem integrált státus között meg lehet különböztetni egy közbeesőt is, amelyet „adaptált”-nak lehet nevezni. Az adaptált szavak viszonylag nem régiek, és ilyeneknek érzik őket ugyan, de hangtanilag, írásban és esetleg alaktanilag adaptáltak. Ilyen például a bogue ’szoftverhiba’ (< angol bug), amelyből a débogage ’szoftverhiba keresése és kijavítása’ képzett szó is keletkezett az angol debugging mintájára.

#### Tükörszavak
Ilyen szavak úgy keletkeznek, hogy az átadó nyelvhez tartozó összetett vagy képzett szavakat szó szerint lefordítanak. A tükörszavaknak két fő kategóriája van:
- A teljes tükörszó kiindulópontja olyan idegen összetett vagy előképzővel alkotott szó, amelynek mindkét tagját a franciában már létező szavakkal adják vissza. Ilyenek a gratte-ciel ’felhőkarcoló’ (< angol sky scraper), a carte de crédit ’hitelkártya’ (< angol credit card) vagy a gardien de but ’kapus’ (labdarúgásban, kézilabdában) (< angol goal-keeper).
- A részleges tükörszóban csak ennek egyik tagja van lefordítva. Példa erre a bande vidéo ’videoszalag’ (< angol video tape), amelynek első tagja francia, a második pedig angol.[24]

#### Jelentésbeli kölcsönszavak
Jelentésbeli szókölcsönzéssel az átvevő nyelvben már létező szó új jelentést kap egy hasonló alakú idegen szó jelentésének hatására. Így lett a réaliser igének, amelynek eredeti jelentése a franciában ’valóra vált’, újabb jelentése ’rájön’, az angol to realize hatására, vagy a supporter ’tűr’ igének újabb jelentése ’támogat’, az angol to support nyomán.

### Belső szókincs-gyarapítási módszerek

#### Szóteremtés
Nemcsak örökölt vagy jövevényszavakból áll a szókészlet, hanem olyan szavakból is, amelyek az érzelmek spontán hangkitörésekkel való kifejezése vagy hangok utánzása eredményeként jönnek létre. Ezeken kívül vannak olyan szavak is, amelyek bizonyos hangösszetételek használatával a fogalmi tartalomhoz érzelmi vagy hangulati tartalmat is hozzáadnak.

##### Indulatszavak
A spontán keletkezett indulatszavak alapjául olyan artikulálatlan hangos megnyilvánulások szolgálnak, amelyek örömöt, fájdalmat, haragot, csodálkozást, csalódottságot stb. fejeznek ki, és amelyek idővel bizonyos artikulált hangbeli alakban rögzültek. Több ilyen hasonló különböző nyelvekben anélkül, hogy szókölcsönzésről lenne szó, például a franciában ah, hé, oh, pst stb. Ilyen indulatszavakon kívül olyanok is vannak, amelyek szófajváltással keletkeztek (lásd lentebb).

##### Hangutánzó szavak
Ezek a szavak artikulálatlan hangokat utánoznak a beszédhangokkal létrehozott hangkomplexusokkal. Egyesek többé-kevésbé hasonlítanak különböző nyelvekben, például a francia cocorico és a magyar kukurikú, de mások nem, mint a kacsa hangja, amely franciául couin couin, de magyarul ’háp háp’.
Egyes hangutánzó szavakat autonóm módon csak ehhez a szófajhoz tartozókként használnak, mint például a megkönnyebbülést kifejező ouf szót, másokat pedig hangot megnevező főnévként is (tic-tac ’tiktak’, froufrou ’suhogás’) vagy azon állat neveként is, amely produkálja a hangot: coucou ’kakukk’. A legtöbb hangutánzó szó ige:
- állatok hangja utánzásából képzettek: miauler ’nyávog’, ronronner ’dorombol’;
- állat és/vagy ember hangos megnyilvánulásainak utánzásából képzettek: happer ’szájával elkap’, laper ’lefetyel’, murmurer ’mormol’, ronfler ’horkol’;
- zajok utánzásából képzettek: claquer ’csattog, pattog’, cliqueter ’csörömpöl’, froufrouter ’suhog’.

Olyan hangutánzó főnevek is vannak, amelyek igékből képzőelvonással keletkeztek, mint például murmure ’mormolás’ (← murmurer).

##### Hangulatfestő szavak
Ilyen szavak például brimbaler ’himbál, himbálódzik’, cahin-caha (határozószó) ’zökkenőkkel’ és dodu ’dundi’.
A hangulatfestő szavak egyik kategóriája a kisgyermekek és a hozzájuk szóló felnőttek által használtaké: caca ’kaka’, dodo ’tente’, lolo ’tejecske’. Egyes ilyen szavak bekerültek a szokásos nyelvi regiszterbe: bébé ’baba’, maman ’mami’, papa ’papa’.
Ide lehet sorolni olyan szókapcsolatokat is, amelyek vizuális metaforával neveznek meg dolgokat: œil de bœuf ’ökörszemablak’, gueule de loup ’oroszlánszáj’ (szó szerint ’farkasszáj’), patte d’oie ’szarkaláb’ (szemránc) (szó szerint ’libaláb’), langue de chat ’macskanyelv’ (csokoládé vagy sütemény).

#### Szóalkotás

##### Szófajváltás
Ezzel a módszerrel úgy keletkeznek új szavak, hogy az eredeti alaktani osztályukból átkerülnek egy másikba. Így alkothatók:
- főnév:
  - névmásból: moi ’én’ → le moi ’az én’;
  - melléknévből: la ville capitale ’a főváros’ → la capitale, un homme malade ’egy beteg ember’ → un malade ’egy beteg’, beau ’szép’ → le beau ’a szép’;
  - számnévből: l’autobus 33 (trente-trois) ’a 33-as busz’ → le 33 ’a 33-as’;
  - igéből: devoir (főnévi igenév) ’tartozik (vkinek)’ → le devoir ’a kötelezettség’, habitant (jelen idejű melléknévi igenév) ’lakva’ > un habitant ’egy lakos’, écrit (múlt idejű melléknévi igenév) ’írott’ → un écrit ’egy írás’;
  - határozószóból: pourquoi ’miért’ → le pourquoi ’vminek a miértje’;
  - viszonyszóból: pour ’-ért’, contre ’ellen’ (elöljárószók) → le pour et le contre ’a vmi mellett és ellen szóló érvek’;
- melléknév:
  - főnévből: marron ’gesztenye’ → une robe marron ’gesztenyebarna ruha’;
  - igéből: charmant (jelen idejű melléknévi igenév) ’elbűvölő’ → csak melléknévként ’bájos’, assuré (múlt idejű melléknévi igenév) ’biztosított’ → csak melléknévként ’magabiztos’;
  - határozószóból: mal ’rosszul’ → un film pas mal ’nem rossz film’;
- határozószó:
  - melléknévből: faux ’hamis’ → chanter faux ’hamisan énekel’;
  - elöljárószóból: avant ’előtt’ → ses habitudes d’avant ’azelőtti szokásai’;
- indulatszó:
  - főnévből: Attention ! ’Figyelem!’;
  - melléknévből: Bon ! ’Jó!’;
  - igéből: allons ! (felszólító mód) ’menjünk!’ → Allons ! Ne pleure pas ! ’Jól van! Ne sírj már!’;
- kötőszó igéből qu’il/elle soit (kötőmód) ’legyen’ → soit aujourd’hui, soit demain ’vagy ma, vagy holnap’.

##### Szóképzés
A franciában a szóképzés utóképzővel, előképzővel vagy mindkettővel történik. Mindkét képzőkategóriában vannak (példák szavakban lentebb):
- népi képzők:
  - a latinból örököltek és más nyelvekből kölcsönzöttek:
    - utóképzők: -able (a latinból), -eur (a latinból), -ard (germán), -ade (déli újlatin nyelvekből) stb.;
    - előképzők: dé-, entre-, re-, sur- (a latinból) stb.;
- művelt képzők:
  - a latinból kölcsönzöttek:
    - utóképzők: -al, -ation stb.
    - előképzők: extra-, inter-, pro-, trans- stb.

  - a görögből kölcsönzöttek:
    - utóképzők: -ite, -ose stb.;
    - előképzők: anti-, tri- stb.

###### Utóképzők
A képzett szavak lexikális jelentése szempontjábol megkülönböztethetők:
- cselekvőt képzők: disque ’(hang)lemez’ → disquaire ’lemezárus’, informatique ’informatika’ → informaticien ’informatikus’, céramique ’kerámia’ > céramiste ’keramikus’;
- elvont főnevet képzők: parent ’rokon’ → parenté ’rokonság’, esclave ’rabszolga’ → esclavage ’rabszolgaság’, cellule ’sejt’ → cellulite ’narancsbőr’, virus ’vírus’ → virose ’vírusfertőzés’;
- kollektív főnevet képzők: chêne ’tölgy’ → chênaie ’tölgyes’, colonne ’oszlop’ → colonnade ’oszlopsor’;
- megközelítő tulajdonságot kifejező melléknevet képzők: bleu ’kék’ > bleuâtre ’kékes’, doux, douce ’édes’ > douçâtre ’édeskés’;
- nagyobbító képzők: mont ’hegy’ → montagne ’hegység’, mur ’fal’ → muraille ’vastag fal’ (például várfal);
- kicsinyítő képzők: fille ’lány’ → fillette ’kislány’, ours ’medve’ → ourson ’medvebocs’, fendre ’(szét)hasít’ → fendiller ’apró repedéseket okoz’;
- pejoratív képzők: chauffeur ’sofőr’ → chauffard ’elővigyázatlan, veszélyes gépkocsivezető’, écrivain ’író’ → écrivassier ’tehetségtelen író’.

A fenti példákban a képzők nem változtatják meg a szavak szófaját.
Alaktani szempontból vannak:
- főnévképzők:
  - igéből: skier ’síel’ → skieur ’síző’, aménager ’berendez’ → aménagement ’berendezés’, libérer ’felszabadít’ → libération ’felszabadítás, felszabadulás’, trouver ’talál’ → trouvaille ’szerencsés felfedezés’;
  - melléknévből: bon ’jó’ → bonté ’jóság’, haut ’magas’ → hauteur ’magasság’;
- melléknév-képzők:
  - főnévből: parent ’szülő’ → parental ’szülői’, argile ’agyag’ → argileux ’agyagos’, triangle ’háromszög’ → tiangulaire ’háromszögű’;
  - igéből: manger ’eszik’ → mangeable ’ehető’;
- igeképzők:
  - melléknévből: utile ’hasznos’ → utiliser ’használ (vmit)’;
  - főnévből: plan ’terv’ → planifier ’tervez’;
- határozószó-képző (csak egy ilyen van): rapide ’gyors’ → rapidement ’gyorsan’.

Egyazon szótőből több szót is lehet képezni utóképzőkkel. Például az am- szótő a következő szócsalád alapja:
| Szótő | Utóképzők                  | Utóképzők                       | Utóképzők            |
| ----- | -------------------------- | ------------------------------- | -------------------- |
| Szótő | főnevet képzők             | melléknevet képzők              | határozószót képző   |
| am-   | -i- ’barát’                | -(c)al(e)- ’baráti, barátságos’ | -ment ’barátságosan’ |
| am-   | -ant ’szerető’             |                                 |                      |
| am-   | -our- ’szerelem, szeretet’ | -eux(se)- ’szerelmes’           | -ment ’szerelmesen’  |

###### Elvonás
Ezzel a módszerrel úgy képeznek új szót, hogy eltávolítanak a végéről egy képzőt. Legtöbbször így főnevet alkotnak a megfelelő főnévi igenévből. Olykor az igetőből közvetlenül hímnemű főnév lesz (accorder ’egyeztet’ → accord ’egyez(tet)és’, labourer ’szánt’ → labour ’szántás’), máskor e-t adnak hozzá az igetőhöz, és akkor nőnemű főnév lesz belőle: attaquer ’támad’ → attaque ’támadás’, nager ’úszik’ → nage ’úszás’. Amikor hímnemű főnév keletkezik, előfordulhat hangtani változás az igetőben: avouer ’beismer’ → aveu ’beismerés’, gagner ’nyer’ → gain ’nyerés, nyert dolog’. Képzőelvonással alkotható főnévből főnév is: démocratie ’demokrácia’ → démocrate ’demokrata’, aristocratie ’arisztokrácia’ → aristocrate ’arisztokrata’.
Ritkábban nőnemű főnév szóvégi e-jét is elvonják, és így főnévből főnév vagy melléknév keletkezik, olykor hangtani változással az e előtt: médecine ’orvostudomány’ → médecin ’orvos’, châtaigne ’gesztenye’ → châtain ’gesztenyebarna’.

###### Előképzők
Jelentése szerint az előképző lehet:
- számmeghatározó (franciául quantificateur): moteur ’motor’ → trimoteur ’hárommotoros’;
- fokozó (intensif): ordinaire ’szokványos’ → extraordinaire ’rendkívüli’, estimer ’becsül’ → surestimer ’túlbecsül’;
- ismételtető (itératif): faire ’csinál’ → refaire ’újból csinál’;
- álláspont-meghatározó (de positionnement): gouvernemental ’kormányzati’ → antigouvernemental ’kormányellenes’, progouvernemental ’a kormánynak kedvező’;
- fosztó (privatif): lavé ’mosott’ → délavé ’mosás útján színét vesztett’, tolérable ’tűrhető’ → intolérable ’tűrhetetlen’ lisible ’olvasható’ → illisible ’olvashatatlan’;
- kölcsönös (réciproque): se tuer ’(meg)öli magát’ → s’entretuer ’ölik egymást’;
- térbeli helyzetet meghatározó (spatial): urbain ’városi’ → interurbain ’városok közötti’, planter ’ültet’ → transplanter ’átültet’;
- időbeli helyzetet meghatározó (temporel): histoire ’történelem’ → préhistoire ’történelem előtti korszak’.

###### Elő- és utóképzővel való képzés
Ezzel a módszerrel az alapszóhoz utóképzőt és előképzőt is tesznek, igét alkotandó. A képzők hozzáadása lehet:
- egyidejű (courage ’bátorság’ → décourager ’elbátortalanít’, poison ’méreg’ → empoisonner ’(meg)mérgez’);
- időben szétválasztott:
  - előbb utóképző hozzáadása [gel ’fagy’ (főnév) → geler ’megfagy, fagyaszt’], majd előképzőé (geler → dégeler ’kifagyaszt, olvaszt’) vagy fordítva,
  - előbb előképző hozzáadása (gel → dégel ’olvadás’), majd utóképzőé (dégel → dégeler).[31]

Főnevek is képezhetők így (például branche ’ág’ → embranchement ’elágazás’) vagy melléknevek: front ’homlok’ → effronté ’szégyentelen’.

##### Szóösszetétel
A franciában ez a szóalkotási módszer ritkább, mint a magyarban. Az összetételek tagjainak az eredeti szófaja lehet azonos vagy különböző, és egyesekben meg lehet határozni, milyen mondattani viszony volt a tagok között. Példák:
- főnév + főnév: chou-fleur ’karfiol’ (szó szerint ’káposzta-virág’), aide-maçon ’kőművessegéd’, wagon-restaurant ’étkezőkocsi’;
- determináns + főnév: madame ’-né, asszony’ (szó szerint ’hölgyem’);
- melléknév + főnév: rond-point ’körforgalmas útkereszteződés’ (szó szerint ’kerek-pont’), coffre-fort ’páncélszerkrény’ (szó szerint ’erős-láda’);
- határozószó + főnév: avant-bras ’alkar’, arrière-pensée ’hátsógondolat’;
- melléknév + melléknév: ivre-mort ’tökrészeg’ (szó szerint ’részeg-halott’);
- főnév + főnévi jelző:
  - elöljárószó nélkül (az ófranciában gyakori szerkezet mintájára): timbre-poste ’postabélyeg’;
  - elöljárószóval: pot-au-feu ’marhahúsleves’ (szó szerint ’fazék a tűzön’), pomme de terre ’burgonya’ (szó szerint ’földi alma’), arc-en-ciel ’szivárvány’ (szó szerint ’íj az égen’);
- elöljárószó + főnév: après-midi ’délután’;
- főnévi igenév + tárgyi funkciójú főnévi igenév: savoir-faire ’hozzáértés’ (szó szerint ’csinálni tudni’), savoir-vivre ’jó modor’ (szó szerint ’élni tudni’);
- egyszerű mondat:
  - kijelentő mód egyes szám 3. személyben álló igével: des on-dit ’híresztelések’ (szó szerint ’mondják’), un homme comme il faut ’rendes ember’ (szó szerint ’olyan ember, amilyen(nek lennie) kell’).
  - kijelentő mód egyes szám 3. személyben álló igével +:
    - tárgyi funkciójú főnév: portefeuille ’pénztárca, portofólium’ (szó szerint ’lapot visel’), porte-bagages ’csomagtartó’ (kétkerekű járműn) (szó szerint ’poggyászt visel’);
    - határozói funkciójú főnév: meurt-de-faim ’éhenkórász’ (szó szerint ’éhenhal’);

  - felszólító módban álló igével: laissez-passer ’igazolvány, amellyel átengednek’ (szó szerint ’hagyjá(to)k átmenni!’); rendez-vous ’(megbeszélt) találkozó’ (szó szerint ’menjen!’);
  - kijelentő mód egyes szám 3. személyben álló ige megismételten: passe-passe (a tour de passe-passe ’bűvészmutatvány’ szókapcsolatban) (szó szerint ’átmegy-átmegy’);
- összetett mondat: va-et-vient ’ide-oda járkálás’ (szó szerint ’megy és jön’);

Amint látható, a francia összetett szavakat háromféleképpen írják: egy szóban (portefeuille), kötőjellel (porte-bagages) vagy szóközzel a tagok között (pomme de terre), anélkül hogy erre pontos szabályok lennének.
Az összetett szavak különleges esete az, amikor legalább az egyik tagjuk lexikális jelentéssel bír ugyan, de nem lehet autonóm. Ez nagyon gyakori szóalkotási módszer a tudományos és műszaki nyelvezetekben, és ezeket a tagokat „művelt szóösszetételi elemeknek” (franciául éléments de composition savante) nevezik. Általában latin vagy ógörög autonóm szavakból származnak, és lehetnek előtagok vagy utótagok. Példák:
- előtag + szó: agrochimie ’agrokémia’ (wd) (latin), photosensible ’fényre érzékeny’ (görög);
- szó + utótag: insecticide ’rovarirtó’ (latin), bureaucratie ’bürokrácia’ (görög);
- előtag + utótag: agriculteur ’földművelő’ (latinok), philologie ’filológia’ (görögök).

##### Szóösszerántás
Az ezzel a módszerrel alkotott szó két másik szó részeiből tevődik össze, többnyire az egyik elejéből és a másik végéből. Sokszor létezik egy közös rész is. Eredetileg szójátékokról van szó, amelyeket írók vagy újságírók tudatosan kreálnak stiláris szándékkal, de egyeseket tudósok, másokat pedig nyelvészek alkotnak jövevényszavakat helyettesítendő. Egyes ilyen szavak gyökeret vertek a köznyelvben. Példák:
- tapuscrit (← taper ’írógépen/számítógépen ír’ + manuscrit ’kézirat’) ’gépelt kézirat’;[34]
- courriel (← courrier ’1. küldönc; 2. postaküldemények’ + électronique ’elektronikus’, a közös e betűvel) – Québec-ben alkotott és ott, majd Franciaországban is hivatalosan elfogadott szó, az e-mail helyettesítése céljából;[35]
- franglais (← français ’francia’ + anglais ’angol’, az an közös résszel) – olyan nyelvezet, amelyben túlzottan használnak angol eredetű jövevény- és tükörszavakat;
- informatique ’informatika’ (< information ’információ’ + automatique ’automatika’ (wd), a mati közös szótagokkal);[36]
- photocopillage (← photocopie ’fénymásolat’ + pillage ’rablás’, a közös pi szótaggal) – ’írások törvénytelen fénymásolása’.[37]

Vannak más nyelvben összerántott szavak is, amelyek nemzetköziekként léteznek a franciában, mint például motel, codec vagy modem.

##### Szórövidülés
Ezzel a módszerrel eltávolítják egy szó részét, amivel a megmaradt rész új szó ugyan, de nincs más lexikális jelentése, mint az alapszónak, csupán átkerül a fesztelen regiszterbe. Előfordul, hogy ilyen szó helyettesíti idővel az alapszót a szokásos regiszterben. Ez történt például a következő szavakkal: cinéma ’mozi’ (< cinématographe ’filmszínház’), métro ’metró’ (← métropolitain), photo ’fotó’ (← photographie ’fotográfia’), stylo ’töltőtoll, golyóstoll’ (← stylographe), vélo ’bicikli’ (← vélocipède). Más lerövidült szavak egyelőre még a fesztelen regiszterben vannak, bár már használják a sajtóban is: ado (← adolescent ’kamasz’), maths ’matek’ (← mathématiques ’matematika’), prof (← professeur ’tanár’).
Többnyire az alapszó végső részét távolítják el (a fenti példák), de olykor a kezdetét, mint például a bus ’busz’ (← autobus ’autóbusz’) esetében.

##### Mozaikszó-alkotás
A betűszók olyan szavak, amelyeket két vagy több szó kezdőbetűiből alkottak, és ezeket betűzve ejtik. A francia helyesírás szerint ponttal a lerövidített szavak kezdőbetűi után, de pont nélkül is lehet írni őket: BD vagy B.D. [be'de] (← bande dessinée ’képregény’), CGT vagy C.G.T. [se.ʒe'te] (← Confédération Générale du Travail ’Általános Munkásszövetség’), SDF vagy S.D.F. [ɛs.de'ɛf] (← sans domicile fixe ’hajléktalan’), SNCF vagy S.N.C.F. [ɛs.ɛn.se'ɛf] (← Société Nationale des Chemins de Fer ’Vasutak Nemzeti Társasága’), VTT vagy V.T.T. [ve.te'te] (← vélo tout terrain ’mountain bike’). Az így írt betűszók változatlan alakúak, azaz többes számban nem kapnak -s végződést.
Egyes betűszók lexikalizálódtak, és úgy írhatók, mint akármelyik szó, például une bédé ’egy képregény’. Ez esetben többes számban -s-sel írandók (des bédés ’képregények’). A gyakrabban használt betűszókból képzett szavak is keletkeztek, például cégétiste ’CGT-tag’.
Összevont szavak keletkezhetnek kezdőbetűkből és/vagy kezdő szótagokból, és nem betűzve, hanem mint akármilyen szót ejtik: OTAN [ɔ.'tɑ̃] (← Organisation du traité de l'Atlantique Nord) ’NATO’, ONU (← Organisation des Nations Unies) ’ENSZ’, PACS (← Pacte Civil de Solidarité ’bejegyzett élettársi kapcsolat’). Az utolsó kettőből vannak képzett szavak is: az onusien, onusienne melléknév, illetve a pacsé, -e melléknév és a (se) pacser ige.

## Szócsaládok
A szócsaládoknak általában egyazon szótő az alapjuk. Egyesekben ez változatlan a család minden tagjában: dent ’fog’, dentier ’fogprotézis’, denture ’fogazat’, dentition ’fogazat’, édenté ’foghíjas, fogatlan’. Másokban a szótő változást szenved, például a fentebb megadott am-, amelyből aim- lesz az aimer ’szeret’ igében.
Olykor a szócsaládot különböző, de azonos jelentésű szótövekből képzett szavak alkotják. Az egyik szótő örökölt, a másik vagy a többi kölcsönzött. Például a champignon ’gomba’ szócsaládjához tartozik a champignonner ’gombát szed’ ige, de a fongus ’tengeri gomba’ (< klasszikus latin fungus), az ebből képzett fongicide ’gombaölő’, valamint a mycose ’gomba keltette betegség’ [a görög μύκης (mükész) ’gomba’ szóból származó myco- művelt előtaggal alkotott] is.

## Többjelentésű szavak
Sok szó jelentése változik a nyelv története során, sőt, még egy emberöltő alatt is. A felvett jelentések közül egyesek idővel kihalnak, mások megmaradnak, és így poliszémia keletkezik. Például a toilette (a toile ’vászon’ kicsinyített változata) kezdeti jelentése ’kis vászondarab’ volt, majd egymás után a következő jelentéseket kapta:
a) mosdásra és hajápolásra használt tárgyaknak szánt bútordarabra tett kis vászondarab;
b) a fenti bútordarab;
c) mosdás és testápolás;
d) öltözködés, szépítkezés;
e) viselt ruházat és kellékek összessége;
f) mosdásra és testápolásra használt helyiség (a cabinet de toilette szókapcsolat lerövidítésével);
g) vizelésre és székelésre használt helyiség.
A mai nyelvben is a toilette szó többjelentésű, a b), a c), az e) és többes számban (les toilettes) a g) jelentése van meg.
A jelentésváltozás olyan módszerekkel mehet végbe, mint:
- a metafora: un astre brillant ’fényes égitest’ → un élève brillant ’kitűnő tanuló’;
- a metonímia: un verre de crystal ’kristálypohár’ → un verre de vin ’egy pohár bor’;
- az eufemizmus: a toilettes g) jelentése.

## Homonimák
A franciában a hangtani fejlődés bizonyos sajátosságai miatt a homonímia gyakoribb, mint a többi újlatin nyelvben. Például csak a franciában lett hat homofón szó hat heterofón latin szóból, amelyekből más újlatin nyelvekben úgyszintén hat heterofón szó lett: SANCTUS > saint ’szent’, SINUS > sein ’emlő’, SANUS > sain ’egészséges’, CINCTUS > ceint ’övezett’, QUINQUE > cinq ’öt’, SIGNUM > seing ’jel’, és mindezeket [sɛ̃]-nek ejtik. Egyebek között ez is oka annak, hogy a francia helyesírás túlnyomóan a hagyományörzés elvét követi, mivel szükségét érezték annak, hogy legalább írásban különböztessék meg a homonimákat. Ezért általában a homonimák nem homográfok is, de ilyenek is vannak, például pêche ’őszibarack’ és pêche ’halászás, halászat’.